# Jadwiga Kazimierzówna
Jadwiga Kazimierzówna (ur. 1369/1370, data śmierci nieznana) – królewna polska z dynastii Piastów, najmłodsza córka króla Polski Kazimierza III Wielkiego i jego czwartej żony, Jadwigi żagańskiej, córki Henryka V Żelaznego.

## Życiorys
Urodziła się między początkiem drugiej połowy 1369 a przed 3 listopada 1370 roku jako trzecia córka ze związku małżeńskiego zawartego we Wschowie 25 lutego 1365 roku przez króla Kazimierza Wielkiego z Jadwigą Żagańską. Król  zawierając to małżeństwo popełnił bigamię, ponieważ żyła jeszcze jego prawna żona, Adelajda Heska. Do dziś kwestia tego, czy ostatecznie zostało uznane za legalne przez papieża, budzi wątpliwości historyków. Córki urodzone z tego małżeństwa, najstarsza Anna, Kunegunda i Jadwiga, były uznawane jako dzieci nieślubne.
W swoim testamencie zmarły 5 listopada 1370 król większość dóbr zapisał Jadwidze żagańskiej i dwóm córkom: Annie i Jadwidze (Kunegunda zmarła przed śmiercią ojca). Po otrzymaniu swojej części spadku Jadwiga Żagańska powróciła do księstwa żagańskiego pozostawiając swoje córki na Wawelu.
W 1371 roku, rok po śmierci ojca i powrocie matki do jej rodzinnego Żagania, Jadwiga wraz z siostrą Anną, z inicjatywy ciotki Elżbiety Łokietkówny, została wysłana na dwór królewski w Budzie. Prawdopodobnie zostały wychowane na Węgierki nieznające języka polskiego. Papież Grzegorz XI w bulli z 11 października 1371 roku legitymizował Jadwigę i potwierdził legitymizację jej siostry Anny, ponownie podkreślając, że córki króla Kazimierza III nie mają praw do dziedziczenia tronu polskiego.